# قائمة حكام هسن
هذه هي قائمة حكام هسن (بالألمانية: Hessen) عبر تاريخ ولاية هسن في وسط غرب ألمانيا. ينتمي هؤلاء الحكام إلى سلالة تعرف باسم آل هسن وآل برابانت، في الأصل آل ريغينار. حكموا هسن الانتخابية واللاندغرافية ولاحقاً الدوقية الكبرى حتى عام 1918.
كان لقب كل الحكام التاليين «لاندغراف» (بالألمانية: Landgraf) ما لم يذكر خلاف ذلك.

## هسن، 1264–1567

### هسن، 1264–1458
- هاينريش الأول الطفل، 1264–1308
- أوتو الأكبر، ابن هاينريش الأول، 1308–1328 سنة هسن العليا (ماربورغ)، اتحدت من جديد هسن سنة 1311
- يوهان، ابن هاينريش الأول، 1308–1311 في هسن السفلى (كاسل)
- هاينريش الثاني الحديدي، ابن أوتو الأول، 1328–1376
  - لودفيغ اليونكر، ابن أوتو الأول، 1336–1345 أقام في غريبنشتاين
  - هرمان الأول الأكبر، ابن أوتو الأول، 1336–1370 أقام في نوردك
  - أوتو الأصغر، ابن هاينريش الثاني الحديدي، وصي مشارك 1340–1366
- هرمان الثاني المتعلم، ابن لودفيغ اليونكر، 1376–1413، وصي مشارك منذ 1367
- لودفيغ الأول المسالم 1413–1458

### هسن السفلى(كاسل)، 1458–1500
- لودفيغ الثاني الفرنكي، أكبر أبناء لودفيغ المسالم، 1458–1471
- فيلهلم الأول الأكبر، ابن لودفيغ الثاني، 1471–1493
- فيلهلم الثاني الأوسط، ابن لودفيغ الثاني، 1493–1509، اتحدت هسن من جديد سنة 1500

### هسن العليا(ماربورغ)، 1458–1500
- هاينريش الثالث الثري، ابن لودفيغ المسالم الأصغر، 1458–1483
  - لودفيغ الثالث الأصغر (مات 1478)
- فيلهلم الثالث الأصغر، 1483–1500

1500 اتحدت من جديد مع هسن السفلى تحت فيلهلم الثاني

### هسن، 1500–1567
- فيليب الأول الشهم، ابن فيلهلم الثاني، 1509–1567، وبعد وفاته قسمت الأراضي إلى: الابن الأكبر فيلهلم الرابع الحكيم، لاندغراف هسن-كاسل؛ الابن الثاني لودفيغ الرابع لاندغراف هسن-ماربورغ؛ الابن الثالث فيليب الأصغر لاندغراف هسن راينفلس، الابن الرابع غيورغ الأول لاندغراف هسن-دارمشتات.

## لاندغرافية هسن كاسل، 1567–1803
| صورة | الاسم         | بداية الولاية  | نهاية الولاية  | ملاحظة                                                                                      |
| ---- | ------------- | -------------- | -------------- | ------------------------------------------------------------------------------------------- |
|      | فيلهلم الرابع | 31 مارس 1567   | 25 أغسطس 1592  | أكبر أبناء الشهم. لـُقب "الحكيم."                                                            |
|      | موريتس        | 25 أغسطس 1592  | 17 مارس 1627   |                                                                                             |
|      | فيلهلم الخامس | 17 مارس 1627   | 21 سبتمبر 1637 |                                                                                             |
|      | فيلهلم السادس | 21 سبتمبر 1637 | 16 يوليو 1663  | في عهد تم استرداد هسن-ماربورغ.                                                              |
|      | فيلهلم السابع | 16 يوليو 1663  | 21 نوفمبر 1670 |                                                                                             |
|      | كارل          | 21 نوفمبر 1670 | 23 مارس 1730   |                                                                                             |
|      | فريدرش        | 23 مارس 1730   | 25 مارس 1751   | ملك السويد أيضاً من سنة 1720، كانت هسن-كاسل تحت وصاية شقيقه اللاندغراف اللاحق فيلهلم الثامن. |
|      | فيلهلم الثامن | 25 مارس 1751   | 1 فبراير 1760  | شقيق فريدرش الأول؛ وصي منذ سنة 1730                                                         |
|      | فريدرش الثاني | 1 فبراير 1760  | 31 أكتوبر 1785 |                                                                                             |
|      | فيلهلم التاسع | 31 أكتوبر 1785 | 15 مايو 1803   | أسس أمير ناخب هسن لسمو ملكيته وجلالته فيلهلم الأول سنة 1803.                                |

### هسن روتنبورغ، 1627–1834
- هرمان، ثالث أبناء موريتس، 1627–1658
- إرنست، خامس أبناء موريتس، 1658–1693
- فيلهلم، 1693–1725
- إرنست ليوبولد، 1725–1749
- قسطنطين، 1749–1778، ورث إشفيغه سنة 1755
- إمانويل، 1778–1806 (مات 1812)

1806 ضمتها مملكة وستفاليا، 1813 استعادة تحت سيادة ناخب هسن.
- فيكتور أماديوس، 1813–1834

1834 انقرضت، اتحدت من جديد مع هسن كاسل

### هسن إشفيغه، 1632-1655
- فريدرش، ثامن أبناء موريتس، 1632-1655

1655 انقرضت، وسقطت بيد هسن روتنبورغ

### هسن فانفريد، ~1700–1755
- كارل، لاندغراف هسن فانفريد (راينفلس) (1649–1711);

سيادة ~1700–1711
- فيلهلم الثاني، لاندغراف هسن فانفريد (راينفلس) (1671–1731);

سيادة 1711–1731
- كريستيان، لاندغراف هسن فانفريد (راينفلس) (1689–1755);

سيادة 1731–1755
1755 اتحدت مع هسن روتنبورغ

### هسن راينفلس، 1627–1658
- إرنست، خامس أبناء موريتس، 1627–1658

1658 اتحدت مع هسن روتنبورغ

### هسن فيليبتسهال
- فيليب، ابن فيلهلم السادس، 1663–1721
- كارل الأول، 1721–1770
- فيلهلم، 1770–1806 (مات 1810)

1806 ضـَمتها مملكة وستفاليا، 1813 استعادة تحت سيادة ناخب هسن
- لودفيغ، 1813–1816
- إرنست كونستانتين، 1816–1849
- كارل الثاني، 1849–1866

1866 ضـُمت إلى بروسيا

### هسن فيليبتسهال بارشفلد
- فيلهلم، ابن فيليب، 1721–1761
- فريدرش، 1761–1772
- أدولف، 1772–1803
- كارل، 1803–1806

1806 ضـُمت إلى مملكة وستفاليا، 1813 استعادة تحت سيادة ناخب هسن
- كارل، 1813–1854 (استعادة)
- ألكسيس، 1854–1866

1866 ضـُمت إلى بروسيا

## لاندغرافية هسن ماربورغ، 1567–1604
| صورة | الاسم         | بداية الولاية | نهاية الولاية | ملاحظة                  |
| ---- | ------------- | ------------- | ------------- | ----------------------- |
|      | لودفيغ الرابع | 31 مارس 1567  | 9 أكتوبر 1604 | ثاني أبناء فيليب الشهم. |

1604 انقرضت وتنازع عليها هسن كاسل وهسن دارمشتات، قـُسـّمت بين الخطين سنة 1648

## لاندغرافية هسن راينفلس، 1567–1583
| صورة | الاسم        | بداية الولاية | نهاية الولاية  | ملاحظة                                 |
| ---- | ------------ | ------------- | -------------- | -------------------------------------- |
|      | فيليب الثاني | 31 مارس 1567  | 20 نوفمبر 1583 | ثالث أبناء فيليب الشهم. لـُـقب "الشاب." |

1583 انقرضت وقـُسـِّمت بين هسن كاسل، هسن ماربوغ وهسن دارمشتات

## لاندغرافية هسن دارمشتات، 1567–1806
| صورة | الاسم         | بداية الولاية  | نهاية الولاية  | ملاحظة                                       |
| ---- | ------------- | -------------- | -------------- | -------------------------------------------- |
|      | غيورغ الأول   | 31 مارس 1567   | 7 فبراير 1596  | رابع أبناء فيليب الشهم                       |
|      | لودفيغ الخامس | 7 فبراير 1596  | 27 يونيو 1626  | ابن غيورغ الأول.                             |
|      | غيورغ الثاني  | 27 يونيو 1626  | 11 يونيو 1661  | ابن لودفيغ الخامس.                           |
|      | لودفيغ السادس | 11 يونيو 1661  | 24 أبريل 1678  | ابن غيورغ الثاني                             |
|      | لودفيغ السابع | 24 أبريل 1678  | 31 أغسطس 1678  | أول أبناء لودفيغ السادس                      |
|      | إرنست لودفيغ  | 31 أغسطس 1678  | 12 سبتمبر 1739 | ثاني أبناء لودفيغ السادس                     |
|      | لودفيغ الثامن | 12 سبتمبر 1739 | 17 أكتوبر 1768 | ابن إرنست لودفيغ                             |
|      | لودفيغ التاسع | 17 أكتوبر 1768 | 6 أبريل 1790   | ابن لودفيغ الثامن                            |
|      | لودفيغ العاشر | 6 أبريل 1790   | 13 أغسطس 1806  | ابن لودفيغ التاسع. أصبح دوق هسن الأكبر 1806. |

### هسن بوتسباخ، 1609–1643
- فيليب الثالث، ثاني أبناء غيورغ الأول، لاندغراف هسن دارمشتات 1609–1643

### لاندغرافية هسن هومبورغ، 1622–1866
- فريدرش الأول، ثالث أبناء غيورغ الأول، لاندغراف هسن دارمشتات 1622–1638
- فيلهلم كريستوف، 1638–1681، باع هومبورغ إلى أخيه غيورغ كريستيان سنة 1669، لكنه احتفظ ببينغنهايم (لاندغراف هسن هومبورغ بينغنهايم)
  - مرغاريتا إليزابتا لينينغن فستربورغ شاومبورغ، وصي 1638–1648
- غيورغ كريستيان، 1669–1671 ، لاندغراف هسن هومبورغ

تحت الرهن العقاري لاثنين من التجار (1671–1673) ولاندغرافات هسن دارمشتات (1673–1679)
- فريدرش الثاني، ابن فريدرش الأول، 1679–1708، القائد العام لجيش براندنبورغ (أمير هومبورغ)، افتدى هومبورغ سنة 1679، استعاد بينغنهايم سنة 1681
- فريدرش الثالث يوكوب، 1708–1746، جنرال في سلاح الفرسان في الأراضي المنخضة
- فريدرش الرابع، 1746–1751
- فريدرش الخامس، لاندغراف هسن هومبورغ، 1751–1806
  - أولريكه لويزه زولمس براونفلس، وصية 1751–1766

1806 ضمتها هسن دارمشتات، 1815 استعاد في مؤتمر فيينا
- فريدرش الخامس، 1815–1820 (استعاد)
- فريدرش السادس، 1820–1829، جنرال في سلاح الفرسان في النمسا
- لودفيغ فيلهلم، 1829–1839، جنرال في سلاح المشاة بروسيا
- فيليب، 1839–1846، مارشال في النمسا
- غوستاف، 1846–1848، جنرال في سلاح الفرسان في النمسا
- فرديناند، 1848–1866، جنرال في سلاح الفرسان في النمسا

1866 ضمتها بروسيا

### هسن براوباخ، 1625–1651
- يوهان، ابن لودفيغ الخامس، 1626–1651

### هسن إيتر، 1661–1676
- غيورغ الثالث، ثاني أبناء غيورغ الثاني، 1661–1676

## ناخبو هسن (-كاسل)، 1803–1866
| صورة                          | الاسم         | بداية الولاية  | نهاية الولاية  | ملاحظة                                                                 |
| ----------------------------- | ------------- | -------------- | -------------- | ---------------------------------------------------------------------- |
|                               | فيلهلم الأول  | 15 مايو 1803   | 28 أغسطس 1807  | لاندغراف هسن كاسل سابقاً باسم فيلهلم التاسع؛ خـُلع                       |
| إلى مملكة وستفاليا، 1807-1813 |               |                |                |                                                                        |
|                               | فيلهلم الأول  | 30 أكتوبر 1813 | 27 فبراير 1821 | استعادة                                                                |
|                               | فيلهلم الثاني | 27 فبراير 1821 | 20 نوفمبر 1847 | قام إبنه فريدرش فيلهلم بدور الوصي من 30 سبتمبر 1831                    |
|                               | فريدرش فيلهلم | 20 نوفمبر 1847 | 20 سبتمبر 1866 | الوصي على والده من 30 سبتمبر 1831. ضـُمت الانتخابية إلى بروسيا سنة 1866 |

1866 ضـُمت إلى بروسيا

## دوقات هسن (-دارمشتات) على الراين الكبار، 1806–1918
| صورة | الاسم         | بداية الولاية | نهاية الولاية | ملاحظة                                                     |
| ---- | ------------- | ------------- | ------------- | ---------------------------------------------------------- |
|      | لودفيغ الأول  | 13 أغسطس 1806 | 6 أبريل 1830  | لاندغراف هسن دارمشتات سابقاً باسم لودفيغ العاشر من سنة 1790 |
|      | لودفيغ الثاني | 6 أبريل 1830  | 16 يونيو 1848 |                                                            |
|      | لودفيغ الثالث | 16 يونيو 1848 | 13 يونيو 1877 |                                                            |
|      | لودفيغ الرابع | 13 يونيو 1877 | 13 مارس 1892  |                                                            |
|      | إرنست لودفيغ  | 13 مارس 1892  | 9 نوفمبر 1918 |                                                            |